# المخيم الكشفي العالمي السادس عشر
عقد المخيم الكشفي العالمي السادس عشر في الفترة 30 ديسمبر 1987 إلى 7 يناير 1988، وهو أول مخيم كشفي عالمي الذي عقد في نصف الكرة الجنوبي، وأول من مخيم يغير وقت عقد المخيمات السابقة التي كانت تعقد في شهر أغسطس إلى شهر يناير ليتزامن مع فصل الصيف. وقد استضافت دولة أستراليا المخيم في منتزة الشلال الكشفي والذي شيد خصيصا مدينة الخيمة الكشفية والتي تبلغ مساحتها حوالي 160 هكتار في أبين، نيو ساوث ويلز، بالقرب من سيدني، نيو ساوث ويلز. حضر حوالي 14434 كشاف من 84 دولة و أكثر من 13،000 زائر. «يوم زائر» كان موضوع المخيم الذي جلب العالم معا.